# William Cullen (juge)
Pour les articles homonymes, voir Cullen.
William Douglas Cullen (né le 18 novembre 1935) est un ancien membre de la magistrature écossaise. Il a été Lord Justice General et Lord President de la Court of Session, et Lord of Appeal supplémentaire à la Chambre des lords avant le transfert de ses fonctions judiciaires à la Cour suprême.

## Jeunesse
William Douglas Cullen fait ses études au lycée de Dundee et aux universités de St Andrews et d'Édimbourg. Il est admis à la Faculté des avocats en 1960 et est conseiller juridique junior permanent auprès des douanes et accises de 1970 à 1973. Il est nommé conseiller de la reine en 1973 et est avocat adjoint de 1978 à 1981 .

## Carrière judiciaire
Lord Cullen est président des tribunaux d'appel médical de 1977 jusqu'à sa nomination comme juge en 1986 . Il est nommé sénateur du Collège de justice, juge de la Haute Cour de justice et de la Cour de session, sous le nom de Lord Cullen. De 1988 à 1990, il mène l'Enquête publique sur la catastrophe de Piper Alpha  et en 1996, il préside l'enquête publique sur les fusillades à l'école primaire de Dunblane . En octobre 1999, il est nommé président de l'enquête ferroviaire Ladbroke Grove. Il est Lord Justice Clerk et président de la deuxième division de l'Inner House de 1997 à 2001, date à laquelle il est nommé Lord Justice General et Lord President de la Cour de session .
En mars 2002, Lord Cullen dirige le tribunal de 5 juges de la Cour écossaise des Pays-Bas qui entend l'appel d'Abdelbaset al-Megrahi contre sa condamnation pour l'attentat à la bombe de Lockerbie en 1988 sur l’attentat de Lockerbie.
Le 15 juillet 2005, Lord Cullen annonce son intention de prendre sa retraite en novembre 2005. Le 24 novembre, l'exécutif écossais annonce qu'Arthur Hamilton, Lord Hamilton, membre de l'Inner House de la Court of Session, lui succéderait en tant que nouveau Lord Justice General et Lord President de la Court of Session.
Le 17 juin 2003, Cullen est créé pair à vie, en tant que baron Cullen de Whitekirk, de Whitekirk dans East Lothian. Il siège en tant que crossbencher de la Chambre des lords jusqu'à sa retraite en 2019 . Il est également l'un des cinq autres lords d'appel de la Chambre des lords. Le 25 juin 2005, il est élu président de la Saltire Society, en remplacement de Lord Sutherland of Houndwood . Le 30 novembre 2007, il est nommé Chevalier du chardon. Il est fait chevalier par Élisabeth II lors d'une cérémonie à Édimbourg le 2 juillet 2008. Le 4 septembre 2009, il est nommé chancelier de l'Université Abertay de Dundee, poste qu'il occupe pendant une décennie. En 1995, il est nommé Fellow  de l'Académie royale d'ingénierie.
Cullen reçoit un doctorat honorifique de l'Université Heriot-Watt en 1995 . Il est admis au Conseil privé du Royaume-Uni en 1997.